# 아룰레누스 루스티쿠스
퀸투스 유니우스 아룰레누스 루스티쿠스 (Quintus Junius Arulenus Rusticus, 35년경 – 서기 93년)는 로마의 원로원 의원이자 트라세아 파이투스의 친우 및 동료이고 그처럼 스토아학파의 열렬한 옹호자이다. 아룰레누스 루스티쿠스는 92년 9월부터 12월까지 '눈디니움' 기간 가이우스 율리우스 실라누스를 동료로 둔 보좌 집정관직을 얻었다. 그는 특정 황제들의 압제와 독재 성향을 반대한 스토아 학파 집단인 스토아 반대파 중 한 명이었다.
동시대 사람들은 그에 대해 다양한 방식으로 언급했다.포텐티아와 오스티아의 ‘파스티’는 그를 Q. 아룰레누스 루스티쿠스라 하였고, 타키투스, 소 플리니우스, 디오 카시우스는 아룰레누스 루스티쿠스나 루스티쿠스 아룰레누스라 불렀고, 반면 수에토니우스는 유니우스 루스티쿠스라고 했다. 그의 형제는 유니우스 마우리쿠스라는 이름의 소 플리니우스의 친구였고, 원로원 의원 유니우스 루스티쿠스 (서기 29년에 살았다고 확인)는 흔히 그의 아버지로, 퀸투스 유니우스 루스티쿠스 (133년의 보좌 집정관 그리고 162년의 직권 집정관)를 그의 조부로 여긴다는 점은 혼란만을 가중하고 있다. 로마식 작명법에 대한 논문에서 Olli Salomies는 아룰레누스 루스티쿠스가 아룰레누스 또는 유니우스 등 어떤 겐스 속하는지를 밝히려 했으나 아룰레누스가 입양된 가문의 것이거나 어머니쪽의 것이다라고 하는 로널드 사임의 제시보다 더 나은 설명이 없다는 점을 인정할 수밖에 없었고 특색없는 '유니우스'를 선호했다.

## 생애
아룰레누스 루스티쿠스는 서기 66년에 호민관이었으며, 그 해에 트라세아가 로마 원로원에 사형 선고를 받았다. 트라세아가 그를 막지 않았다면 그는 이 ‘세나투스 콘술툼’에 대해서 거부권을 행사했을 것이었는데 이 호민관 권한을 했다면 트라세아의 목숨을 구하지 못하고 자기 자신에게 분명하게 가져왔을 뿐이었다. 그는 네로 사후 (서기 69년) 내전 기간 법무관이었으며, 이 당시 플라비우스 황가에게 보내진 원로원의 대표단 중 한 명으로 그는 페틸리우스 케리알리스의 병사들에게 상처를 입었다. 아룰레누스 루스티쿠스가 도미티아누스 집권기에 보좌 집정관직을 얻었음에도, 다음 해에 그는 사형을 선고받았는데 그가 트라세아에 대한 송덕문을 썼기 때문이었다.
내가 로마에서 강의를 하던 때, 평판에 대한 부러움으로 이후에 도미티아누스가 죽인, 그 유명한 루스티쿠스가 청중 중 한 명이었고, 병사 한 명이 청중에서 나와 그에게 황제가 보낸 서신을 전하였다. 이때 침묵이 흘렀고, 나 역시도 그가 서신을 읽을 수 있도록 잠시 멈추었다.   하지만 그는 내가 강의를 마치고 청중들이 사라질 때까지 봉인을 풀지 않았다. 이 사건 때문에 모든이들은 그의 품위를 존경하였다.
수에토니우스는 헬비디우스 프리스쿠스에 대한 송덕문을 그가 쓴 것이라 하였지만, 그 글은 타키투스와 소 플리니우스가 전하듯이 헤렌니우스 세네키오가 쓴 것이다.

## 같이 보기
- 유니우스 씨족